# Штефля, Илие
Илие Штефля (рум. Ilie Șteflea; 29 марта 1886, Сэлиште, Сибиу — 21 мая 1946, Бухарест) — румынский военный деятель, генерал. Начальник Генерального штаба Румынии с 20 января 1942 по 23 августа 1944 год.

## Биография
Родился в Сэлиште (недалеко от Сибиу, в Трансильвании, в то время входившей в состав Австро-Венгрии). Экономические трудности вынудили его семью переехать в Королевство Румыния в провинцию Северная Добруджа.
Посещал начальную школу в Меджидии, среднюю школу в Констанце и среднюю школу имени Георге Лазэра в Бухаресте. В сентябре 1907 года начал учебу в Военной школе пехотных офицеров, которую окончил в 1909 году. Получил звание второго лейтенанта и был направлен на службу в 34-й пехотный полк, базирующийся в Констанце.
Получив звание лейтенанта в 1912 году, был направлен в октябре 1915 года полковником Раду Розетти с миссией по сбору информации в Трансильванию. Под псевдонимом Александру Штефэнеску он должен был работать учителем. Пересек границу и отправился в Предял якобы по состоянию здоровья, а затем в Тимишскую долину и Брашов, чтобы купить пальто, но на самом деле присматривался к возможным маршрутам нападения Румынии на Австро-Венгрию.
После вступления Румынии в Первую мировую войну в августе 1916 года стал командующим пулемётной ротой 34-го пехотного полка в звании капитана. 8 сентября 1916 года был ранен в Дайдаре (община Тутракан) во время Тутраканской битвы и эвакуирован в Молдавию.
1 апреля 1917 года был назначен инструктором в Военную школу офицеров пехоты в Ботошани, где преподавал тактику пехоты, под влиянием французской военной доктрины и своего военного опыта. В том же году ему было присвоено звание майора. После окончания Первой мировой войны поступил в Национальный университете обороны Карола I, которое окончил в 1920 году. После периода обучения в Генеральном штабе вернулся к преподаванию в Военной школе. В 1925 году продолжил обучение во Франции и дослужился до подполковника, звание полковника ему было присвоено в 1930 году и бригадного генерала в 1938 году.

## Вторая мировая война
После разгрома мятежа легионеров в январе 1941 года был назначен командиром 3-й пехотной дивизии, с которой вместе с немецкими войсками участвовал в осаде Одессы осенью 1941 года. В январе 1942 года ему было присвоено звание генерал-майора. В январе 1944 года стал генерал-лейтенантом. 20 января 1942 года был назначен начальником Генерального штаба Румынии и занимал эту должность до падения кондукэтора Йона Антонеску 23 августа 1944 года в результате переворота. В этот день Илие Штефля был временно назначен командующим 4-й армией (до 31 августа 1944 года).
В сентябре 1944 года был освобожден от командования, а затем арестован 11 октября 1944 года из-за его тесного сотрудничества с Йоном Антонеску. Из-за плохого состояния здоровья Илие Штефля был помещен под домашний арест. Врач рекомендовал лечить его сердечное заболевание в санаториях, но Александру Бырлэдяну отклонил эту просьбу. Скончался у себя дома 21 мая 1946 года. Через месяц после его смерти Народный трибунал Румынии распорядился закрыть дело Илие Штефли.
Национальная ассоциация военнослужащих запаса и пенсионеров в жудеце Сибиу названа в его честь.